# Lost XXIII
Lost XXIII es el vigésimo primer álbum de estudio del guitarrista alemán de hard rock y heavy metal Axel Rudi Pell. Fue lanzado el 15 de abril de 2022 a través del sello Steamhammer/SPV. El álbum presenta una mezcla de temas melódicos y rápidos, manteniendo el estilo característico de Pell.

## Lista de canciones
Todas las canciones compuestas por Axel Rudi Pell.
1. «Lost XXIII Prequel (Intro)» – 1:47
2. «Survive» – 5:02
3. «No Compromise» – 4:57
4. «Down on the Streets» – 4:46
5. «Gone with the Wind» – 8:56
6. «Freight Train» – 6:08
7. «Follow the Beast» – 5:01
8. «Fly with Me» – 5:41
9. «The Rise of Ankhoor» – 3:47
10. «Lost XXIII» – 8:34

## Personal
- Axel Rudi Pell – Guitarras
- Johnny Gioeli – Voz
- Volker Krawczak – Bajo
- Ferdy Doernberg – Teclados
- Bobby Rondinelli – Batería[2]

## Producción
- Producción: Axel Rudi Pell
- Ingeniero de sonido y mezcla: Tommy Geiger
- Masterización: Ulf Horbelt
- Diseño de portada: Thomas Ewerhard[3]

## Recepción
El álbum recibió críticas positivas por parte de la prensa especializada. Metal Addicts destacó que es un trabajo variado y melódico, con composiciones sorprendentes. Por su parte, The Dark Melody resaltó la calidad de las interpretaciones y la producción del álbum.

## Sencillos
- «Survive» – 18 de febrero de 2022[6]